# 波氏罗蛛
波氏罗蛛（学名：Robertus potanini）为球蛛科罗伯蛛属的动物。在中国大陆，分布于甘肃等地。该物种的模式产地在甘肃。